# 欧洲鳃金龟
欧洲鳃金龟（学名：Melolontha melolontha），或称为五月鳃金龟，是金龟子科鳃金龟属的一种昆虫。
欧洲鳃金龟原产于欧洲。这是一种生活史很长的昆虫，从蛴螬（幼虫）发育为成虫大约需要三至四年。欧洲鳃金龟是欧洲历史上十分常见的一种害虫，由于其发育周期而形成了每三至四年一代的爆发，对农业生产有很大影响。不过20世纪的农业现代化与化学杀虫剂的大规模使用导致欧洲鳃金龟的数量大幅减少，至1970年代欧洲部分地区的欧洲鳃金龟已几近灭绝。不过自此之后，基于环境与公共健康方面的考虑，化学杀虫剂逐渐被禁用，这使得欧洲鳃金龟的数量得到了一定程度地恢复。
由于自古以来欧洲鳃金龟就是欧洲相当常见的一种昆虫，很多欧洲文化中小孩都会拿它来玩耍。例如在古希腊，男孩们抓到欧洲鳃金龟后会在其腿上系上一根线，然后再把它放飞，看着被线绑着的欧洲鳃金龟在空中盘旋而自娱自乐。还有一些文化中则会用其来烹饪。在20世纪中期欧洲鳃金龟的规模大幅减少之前，法国、德国一些地区流行一种欧洲鳃金龟汤，每碗汤由大约30只欧洲鳃金龟制作而成。